# Conocephalus sinensis
Conocephalus sinensis är en insektsart som först beskrevs av Walker, F. 1871.  Conocephalus sinensis ingår i släktet Conocephalus och familjen vårtbitare. Inga underarter finns listade i Catalogue of Life.